# Herbert A. Strauss
Pour les articles homonymes, voir Strauss.
Herbert Arthur Strauss (né le 1er juin 1918 à Wurtzbourg et mort le 11 mars 2005 à New York) est un historien américain d'origine allemande.

## Biographie
Herbert Strauss passe sa jeunesse à Wurtzbourg. Après le lycée, il quitte le lycée et entame une formation commerciale. En 1936, il s'installe à Berlin, où il dirige le bureau national de la jeunesse à la représentation des Juifs du Reich en Allemagne. De 1936 jusqu'à sa fermeture en 1942, il étudie à la Hochschule für die Wissenschaft des Judentums à Berlin afin de préparer son émigration vers la Palestine. En mars 1942, il obtient son diplôme d'études secondaires.
L'émigration prévue et déjà approuvée vers l'Angleterre échoue lorsque la guerre éclate en septembre 1939. À partir de l'automne 1940, parallèlement à ses études, il travaille comme rabbin adjoint pour la communauté juive de Berlin. En janvier 1942, il est contraint de travailler comme balayeur de rue. Afin d'éviter une déportation imminente, il entre dans la clandestinité en octobre 1942 avec sa fiancée Lotte Kahle (1913-2020), qui deviendra plus tard sa femme. En juin 1943, avec l'aide de Luise Meier à Berlin et Elise Höfler et Josef Höfler de Gottmadingen, il réussit à s'échapper à travers la frontière verte du canton de Schaffhouse vers la Suisse. Lui Über dem Abgrund) et sa femme (Über den grünen Hügel) décrivent les années de persécution dans un livre. Il étudie l'histoire à Berne et obtient son doctorat en 1946 sous la direction de Werner Näf (de) sur le thème Staat, Bürger, Mensch. Die Grundrechtsdebatte der Deutschen Nationalversammlung zu Frankfurt 1848/49.
En 1946, il se rend aux États-Unis et y enseigne en tant que professeur d'histoire au City College de New York. En 1982, il est nommé à l'Université technique de Berlin pour créer le Centre de recherche sur l'antisémitisme en tant que directeur fondateur. En 1990, il retourne aux États-Unis ; son successeur au centre est Wolfgang Benz.
Ses recherches en sciences sociales portent sur l'émancipation des Juifs, l'histoire de la science et de l'émigration et la politique de persécution.

## Travaux (sélection)

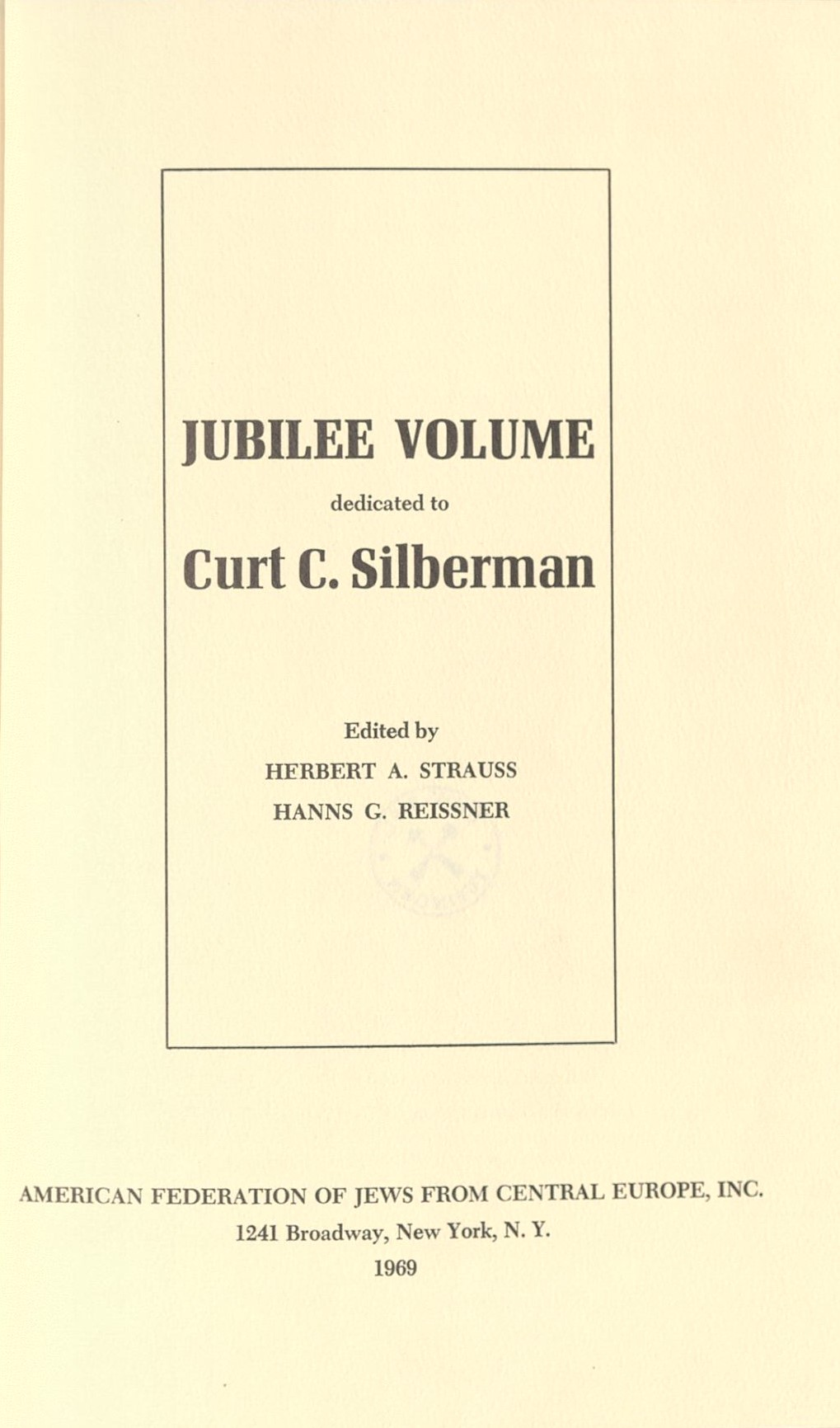
Festschrift pour Curt Silberman (1969)

- Staat, Bürger, Mensch: Die Debatten der deutschen Nationalversammlung 1848/1849 über die Grundrechte (= Berner Untersuchungen zur Allgemeinen Geschichte. Heft 15). Sauerländer, Aarau 1946 (= Dissertation, Universität Bern).
- mit Kurt Grossmann: Gegenwart im Rückblick. Festgabe für die Jüdische Gemeinde zu Berlin 25 Jahre nach dem Neubeginn. Stiehm, Heidelberg 1970.
- Biographisches Handbuch der deutschsprachigen Emigration nach 1933. K. G. Saur, München/New York/London/Paris 1980,  (ISBN 3-598-10087-6) (mit Werner Röder, Band I: Politik, Wirtschaft, öffentliches Leben) Google Books – Digitalisat (auszugsweise).
- Jewish Emigration from Germany. Nazi Policies and Jewish Responses, Teil I–II. In: Leo Baeck Institute Year Book 25, 1980, S. 313–361, und Leo Baeck Institute Year Book 26, 1981, S. 343–409.
- Hrsg. mit Norbert Kampe (de): Antisemitismus: von der Judenfeindschaft zum Holocaust. Bundeszentrale für Polit. Bildung, Bonn 1984 (Schriftenreihe der Bundeszentrale für Politische Bildung).
- Hrsg. mit Christhard Hoffmann: Juden und Judentum in der Literatur. dtv, München 1985,  (ISBN 3-423-10513-5).
- Nationalsozialismus: Emigration. Deutsche Wissenschaftler nach 1933. Entlassung und Vertreibung. List of Displaced German Scholars 1936. Supplementary List of Displaced German Scholars 1937. The Emergency Committee in Aid of Displaced Foreign Scholars, Report 1941. Reprints, Technische Universität Berlin, Berlin 1987.
- Lerntage des Zentrums für Antisemitismusforschung VII: Lerntag über Ausländerpolitik 1989: Das Ende der Integration? Mit Werner Bergmann und Christhard Hoffmann, gemeinsam mit der Research Foundation for Jewish Immigration, New York – am 12. November 1989. TU Berlin, Berlin 1990.
- Über dem Abgrund. Eine jüdische Jugend in Deutschland 1918–1943. Campus Verlag, Frankfurt a. M. 1997,  (ISBN 3-593-35687-2).

## Mélanges
- Rainer Erb (de), Michael Schmidt (Hrsg.): Antisemitismus und jüdische Geschichte: Studien zu Ehren von Herbert A. Strauss. Grußwort von Shepard Stone (de). Wissenschaftlicher Autorenverlag, Berlin 1987.